# Mapeamento colaborativo

O OpenStreetMap é um dos exemplos bem sucedidos de mapeamento colaborativo na atualidade. E o único com base de dados aberta.

O mapeamento colaborativo consiste em um conjunto de metodologias (de pesquisa de campo) e técnicas aplicadas que tem como base de dados os mapas virtuais que servem de referência para utilizarmos o GPS. Em uma plataforma de edição de mapas virtuais é possível utilizar de um software editor (pelo navegador) e alterar a base de dados, tratando-se assim de mais uma variedade de websites cujo conteúdo é gerado pelo próprio usuário, no entanto estamos falando da "geoweb" (uma convergência entre o GIS e a Web 2.0). 
Dentre os repositórios de mapas colaborativos, os dois mais popularizados pelo mundo são o OpenStreetMap e o Google Maps.

## Tendências do mapeamento colaborativo
A dissertação A comunicação dos mapas (2019) - que realizou um estudo comparado das plataformas de mapeamento - afirma que entre os processos de mapeamentos colaborativos existem distinções de visibilidade e de territorialidade que podem ser demonstradas conforme a comunicabilidade dos mapas.
Os mapeamentos colaborativos podem ser classificados como processos de comunicação dos mapas que operam a partir dos vetores horizontalizadores e verticalizadores, de acordo com denominação moderna de Milton Santos, conforme as contemporâneas colaborações rede (produsage) e em massa (crowdsourcing). Este é um debate recente que transita entre conceitos e categorias de análise da Geografia, da Computação e da Comunicação, um ramo científico denominado Cartografia Digital Crítica.

## Softwares de edição
Dentre as principais ferramentas de criação e edição de mapas estão o HERE Map Creator , o iD, o JOSM, o Potlatch e o Google Map Maker.

## Comparação entre mapas colaborativos
Licença
1. Software proprietário: Here Maps (através do Here Map Creator), Google Maps através do Google Map Maker, Waze, Tom Tom. Onde tudo o que é colaborado por usuários é de propriedade da empresa, cabendo ao usuário apenas visualizar em mapa a sua contribuição. A WikiMapia é um caso a parte, partindo do fato que usa mapas de terceiros sem autorização, seus mapas acabam por ser proprietários também.
2. Software livre: OpenStreetMap (OSM), onde o usuário não só pode colaborar, como também pode colher os frutos do mapeamento colaborativo. O OSM, conhecido como a Wikipédia dos Mapas, é o único que dá direito de acesso permanente aos dados brutos, bem como a oportunidade de derivar trabalhos a partir de seus dados.

Tipos de modificações aceitas
1. Permite modificação da geometria dos objetos (linhas, áreas e pontos): Google Map Maker (não permite editar vias ou áreas), Waze, WikiMapia e OpenStreetMap.
2. Permite apenas notas descritivas do erro no mapa: Here Maps Creator e Tom Tom. O OpenStreetMap permite a inclusão de notas no mapa para quem não quer corrigir o mapa pessoalmente.

Revisão e atualização após contribuição
1. OpenStreetMap: As modificações feitas por usuários são automaticamente aplicadas ao mapa, sendo que existem inúmeras ferramentas disponíveis para controle dos dados e das contribuições de outros usuários por parte da comunidade OpenStreetMap. É possível, por exemplo, fazer filtro de dados[3], ou mesmo, verificar numa edição absolutamente tudo o que foi modificado no mapa por qualquer usuário, os metadados do mapa.[4].
2. Google Local Guides: As modificações de ruas e áreas não são permitidas diferente do Google Map Maker, que foi encerrado em 2016. No Local Guides é possível avaliar locais públicos e privados em diversos aspectos comerciais, no entanto existem críticas ao fechamento da plataforma Google Maps à edição colaborativa, visto que de 2004 à 2016 muitos colaboradores se dedicaram à contribuição voluntária.